# آرتسیوم کاراوتسو
آرتسیوم کاراوتسو (انگلیسی: Artsiom Krautsou؛ زاده  ۲۰ سپتامبر ۱۹۹۱) کاراته‌کا اهل بلاروس است.

### زندگی‌نامه
آرتسیوم کاراوتسو در ۲۰ سپتامبر ۱۹۹۱ به دنیا آمد. او از جوانی به ورزش کاراته علاقه‌مند بود و در این رشته به فعالیت پرداخت.

### دستاوردها
کاراوتسو در مسابقات مختلف کاراته شرکت کرده و به دستاوردهای قابل توجهی دست یافته است. از جمله می‌توان به موارد زیر اشاره کرد:
- بازی‌های اروپایی ۲۰۱۹: کسب مدال برنز در وزن ۶۷ کیلوگرم مردان